# 虎胆龙威5
《終極警探：跨國救援》（英語：A Good Day to Die Hard）是2013年2月上映的美国动作片，约翰·摩尔执导，史奇普·伍兹编剧。本片是《終極警探》系列的第五部作品，依然由布魯斯·威利主演John McClane。2013年2月7日于香港和韩国上映，2月14日于美国上映。

## 剧情
故事发生在莫斯科，讲述約翰·麥克連和他疏远的儿子与恐怖分子作战的故事。由布魯斯·威利所飾演的這位超級“平凡英雄”約翰·麥克連前往俄羅斯首都莫斯科，開始了一段讓人難以喘息的火爆旅程，老爸希望將闖禍的兒子帶回美國，卻意外發現，傑克是在當地為美國的CIA執行一項驚天動地的任務，他必須要及時化解一場可能發生的核武搶劫災難，迫使這對原本就意見不合的父子必須一起出生入死，他們一定要共同合作，衝出危險，即使個性迥異，衝突不斷，卻也因為血濃於水的親情，開始合作無間，共同解決一觸即發的災難。

## 演員
| 演員                                  | 角色                                         | 中国配音 | 備註 |
| 布魯斯·威利 Bruce Willis              | 約翰·麥克連 John McClane                     | 程玉珠   | 美國紐約市警察局警員，傑克和露西的父親，因擔心身處莫斯科的兒子而前往當地，並與傑克一起護送尤里和搜尋查加林的罪證。 |
| 傑·寇特尼 Jai Courtney                | 小約翰「傑克」麥克連 John “Jack McClane” Sr. | 张欣     | CIA探員，約翰的兒子，被派到莫斯科護送尤里和搜尋查加林的罪證，過程中與約翰修復了關係。 |
| 塞巴斯蒂安·科赫 Sebastian Koch        | 尤里·科馬羅夫 Yuri Komarov                   | 胡平智   | 一名億萬富翁，表面持有查加林罪證而遭其追殺，實際上希望侵吞切爾諾貝爾的軍用鈾。最終被傑克抛到伊琳娜和瓦迪姆的直升機，被機槳剪死。 |
| 尤利娅·斯尼吉尔 Yuliya Snigir         | 伊琳娜·科馬羅夫 Irina Komarov                | 黄莺     | 尤里的女兒，假裝向查加林投誠出賣父親，並與查加林發生性關係以接近其，實際上在暗中協助父親侵吞軍用鈾並報復查加林出賣之仇。尾段目睹父親被殺後崩潰，遂與瓦迪姆一同駕駛直升機自殺式的撞向約翰和傑克欲同歸於盡，但不幸失敗並引發爆炸，葬身火海。             |
| 謝爾蓋·科列斯尼科夫 Sergei Kolesnikov | 維克托·查加林 Viktor Chagarin                |          | 俄羅斯國防部長，科馬羅夫的前合作夥伴。因科馬羅夫欲將他們的不法勾當公諸於世而將其收監，並僱用阿利克於審訊日綁架其和銷毀罪證。最後於桑拿房接聽科馬羅夫使用阿利克手機撥打的電話，並在科馬羅夫指控其出賣自己後被科馬羅夫所僱、裝扮成按摩師的殺手扭斷頸骨。 |
| 塔拉夏·畢域 Rasha Bukvic              | 阿利克 Alik                                  | 刘钦     | 效忠查加林的僱傭兵，非常痛恨美國人，生性兇殘嚐血。被查加林派往綁架科馬羅夫並銷毀其機密罪證。與伊琳娜、馬科一起脅持科馬羅夫到切爾諾貝爾時三人發難，被科馬羅夫近距離開槍打死。                                                                           |
| 科爾·豪瑟 Cole Hauser                 | 邁克·柯林斯 Mike Collins                     | 吴磊     | CIA駐莫斯科特工主管，傑克的好友兼拍檔，非常崇拜約翰，性格衝動暴躁。於約翰的手機被阿利克所追蹤而導致莫斯科安全屋的位置洩漏，被阿利克的手下狙擊殺害。 |

此外，亞歷山大·科馬羅夫飾演瓦迪姆（Vadim），伊琳娜的手下，於切爾諾貝爾負責駕駛Mi-26直升機運送軍用鈾，後在直升機爆炸中身亡。馬丁·辛迪（Martin Hindy）飾演馬科（Mako），阿利克的副手，實效忠於科馬羅夫並潛伏在阿利克麾下。羅曼·盧納飾演安東（Anton），查加林的合作夥伴，切爾諾貝爾的知情者之一。歐帝斯·哈吉和斯科特·邁克爾·坎貝爾分別飾演福克斯中尉（Lieutenant Foxy）和坎貝爾中尉（Lieutenant Campbell），指揮護送科馬羅夫的行動的CIA探員。阿莫瑞·諾拉斯克飾演墨菲（Murphy），紐約員警、約翰的好友。帕维尔·林奇尼考夫飾演一名莫斯科出租車司機。梅格琳·艾琪昆沃克飾演新聞主播。瑪麗·伊莉莎白·文斯蒂德客串飾演露西·麥克連（Lucy McClane），前作主角，約翰的女兒、傑克的姊姊，於電影開首在甘迺迪機場叮囑約翰要一切小心。

## 制作
2012年4月在匈牙利開拍，主要取景地为布达佩斯，同年7月拍攝完畢。

## 票房
北美成绩为6734.9万美元，其他地区为2.37亿美元，全球累计3.04亿。中国大陆收获2.01亿人民币票房。
| 上一届： 《大尾鱸鰻》    | 2013年台灣週末票房冠軍 第6周                     | 下一届： 《大尾鱸鰻》       |
| 上一届： 《雲圖》        | 2013年香港週末票房冠軍 第6-7周（2月7日-2月17日） | 下一届： 《殭屍哪有這麼帥》 |
| 上一届： 《熊麻吉》      | 2013年日本週末票房冠軍 第7-8周                   | 下一届： 《機密真相》       |
| 上一届： 《竊資達人》    | 2013年美國週末票房冠軍 第7周                     | 下一届： 《竊資達人》       |
| 上一届： 《西遊·降魔篇》 | 2013年中國一周票房冠軍 第11周（3月11日-3月17日） | 下一届： 《北京遇上西雅圖》 |